# 1936 a jogalkotásban
1936-ban az alábbi jogszabályokat alkották meg:

## Magyarország

### Törvények
- 1936. évi I. törvénycikk Az orvosi rendtartásról
- 1936. évi II. törvénycikk A kir. bíróságok és ügyészségek tagjainak az igazságügyminisztériumban való ideiglenes alkalmazhatásáról szóló 1899:XLVIII. törvénycikk hatályának további meghosszabbításáról
- 1936. évi III. törvénycikk A kir. itélőbíráknak és a kir. ügyészség tagjainak fegyelmi felelősségéről, áthelyezéséről és nyugdíjazásáról, továbbá a kir. bírósági és kir. ügyészségi tisztviselők fegyelmi felelősségéről
- 1936. évi IV. törvénycikk A fémjelzésről
- 1936. évi V. törvénycikk A bor előállításának, kezelésének és forgalmának szabályozásáról és a borhamisítás tilalmazásáról
- 1936. évi VI. törvénycikk Az Állandó Nemzetközi Bíróság Szabályzatának módosításáról
- 1936. évi VII. törvénycikk Az ipari közigazgatás egyes kérdéseinek szabályozásáról
- 1936. évi VIII. törvénycikk Rendőrlegénységi és csendőrlegénységi betegsegélyezési alap létesítéséről
- 1936. évi IX. törvénycikk A hatósági orvosi szolgálatról és a közegészségügyi törvények egyéb rendelkezéseinek módosításáról
- 1936. évi X. törvénycikk A tűzrendészet fejlesztéséről
- 1936. évi XI. törvénycikk A családi hitbizományról és a hitbizományi kisbirtokról
- 1936. évi XII. törvénycikk A vasutak és csatornák összpontosított telekkönyvezéséről szóló jogszabályok módosítása és kiegészítése tárgyában
- 1936. évi XIII. törvénycikk A polgári jogsegély tárgyában Budapesten 1935. évi szeptember hó 25-én kelt magyar-brit egyezmény becikkelyezéséről
- 1936. évi XIV. törvénycikk Az Országos Földhitelintézetről
- 1936. évi XV. törvénycikk Egyes közmunkák költségeinek fedezéséről
- 1936. évi XVI. törvénycikk Az oktató jellegű filmek nemzetközi forgalmának megkönnyítése céljából Genfben 1933. évi október hó 11-én kelt nemzetközi egyezmény becikkelyezéséről
- 1936. évi XVII. törvénycikk A növényvédelem tárgyában Rómában 1929. évi április hó 16-án kelt nemzetközi egyezmény becikkelyezéséről
- 1936. évi XVIII. törvénycikk A gazdasági hitelélet rendjének, továbbá az államháztartás egyensúlyának biztosításáról alkotott 1931:XXVI. törvénycikkben a minisztériumnak adott felhatalmazás további meghosszabbításáról
- 1936. évi XIX. törvénycikk Az 1936/37. évi állami költségvetésről
- 1936. évi XX. törvénycikk  Az állami hajók mentességére vonatkozólag 1926. évi április hó 10. napján Brüsszelben kelt egyezmény becikkelyezése tárgyában
- 1936. évi XXI. törvénycikk Liszt Ferenc emlékét megörökítő kétpengős ezüstérmék veréséről
- 1936. évi XXII. törvénycikk Egyes bírói eljárásokban a törvénykezési illetéknek átalányban lerovásáról
- 1936. évi XXIII. törvénycikk A kisdedóvásról szóló 1891. évi XV. törvénycikk némely rendelkezéseinek módosításáról
- 1936. évi XXIV. törvénycikk A m. kir. József nádor műszaki és gazdaságtudományi egyetem szervezéséről alkotott 1934. évi X. törvénycikk némely rendelkezéseinek módosításáról
- 1936. évi XXV. törvénycikk Az egészségügyi és egyéb közcélokra szolgáló méréseknél használatos mértékek, mérőeszközök és készülékek hitelesítéséről
- 1936. évi XXVI. törvénycikk Egyes koronauradalmi ingatlanoknak a koronajavak állományából való kibocsátásáról, a koronajavak állományának más ingatlanokkal való kiegészítéséről és egyes államkincstári ingatlanok elidegenítéséhez való hozzájárulásról
- 1936. évi XXVII. törvénycikk A telepítésről és más földbirtokpolitikai intézkedésekről
- 1936. évi XXVIII. törvénycikk A nemzetközi légi fuvarozásra vonatkozó 1929. évi varsói nemzetközi egyezmény becikkelyezéséről
- 1936. évi XXIX. törvénycikk A Budapesten 1935. évi június hó 8. napján kelt magyar-holland légiforgalmi egyezmény becikkelyezéséről
- 1936. évi XXX. törvénycikk A hadrakelt seregek sebesültjei és betegei helyzetének javítása és a hadifoglyokkal való bánásmód tárgyában Genfben 1929. évi július hó 27. napján kelt egyezmények becikkelyezéséről
- 1936. évi XXXI. törvénycikk A Párizsban 1935. évi július hó 23. napján kelt magyar-francia légiforgalmi egyezmény becikkelyezéséről
- 1936. évi XXXII. törvénycikk A Bernben 1935. évi június hó 18. napján kelt magyar-svájci ideiglenes légiforgalmi egyezmény becikkelyezéséről
- 1936. évi XXXIII. törvénycikk Az országgyűlési képviselőválasztók névjegyzékének kiigazításáról
- 1936. évi XXXIV. törvénycikk Egyes külállamokkal való kereskedelmi és forgalmi viszonyaink rendezéséről
- 1936. évi XXXV. törvénycikk A postáról
- 1936. évi XXXVI. törvénycikk A gazdatisztek öregségi, rokkantsági és haláleseti kötelező biztosításáról